# キャバン統監
キャバン統監（キャバンとうかん、英語: Lord Lieutenant of Cavan）は、イギリスの官職。統監の1つで、キャバン県を担当する。1831年首席治安判事（アイルランド）法（Custos Rotulorum (Ireland) Act 1831）により、Governor職を置き換える形で設立され、キャバン首席治安判事も兼任する。1922年に建国したアイルランド自由国では統監が任命されなくなったが、法律自体は残り、1983年制定法整理法で正式に廃止された。

## 一覧
- 1831年10月7日 – 1870年12月6日：第2代ヘッドフォート侯爵トマス・テイラー（英語版）[3]
- 1871年4月3日 – 1876年10月6日：初代リスガー男爵ジョン・ヤング（英語版）[3]
- 1876年12月18日 – 1900年7月：第6代レインズバラ伯爵ジョン・バトラー[3]
- 1900年7月18日 – 1900年11月22日：第10代ファーナム男爵サマセット・マクスウェル[3]
- 1900年12月21日 – 1906年10月21日：エドワード・ジェームズ・サンダーソン（英語版）[3]
- 1907年3月15日 – 1922年1月11日：トマス・ロック（英語版）[3]